# Pevtsite
Pevtsite (Bulgaars: Певците) is een dorp in de Bulgaarse gemeente Karlovo, oblast Plovdiv. Het dorp ligt hemelsbreed 59 km ten noorden van Plovdiv en 108 km ten oosten van Sofia. 

## Bevolking
Op 31 december 2020 telde het dorp Pevtsite 548 inwoners. De bevolking is tussen 1934 en 2020 vrij stabiel gebleven en schommelde tussen de 400 en 600 inwoners. 
|  |

In het dorp wonen vooral etnische Bulgaren, maar ook een substantiële minderheid van de Roma. In de optionele volkstelling van 2011 identificeerden 237 van de 391 ondervraagden zichzelf als etnische Bulgaren, oftewel 60,6%. De overige inwoners identificeerden zichzelf vooral als etnische Roma (153 ondervraagden, oftewel 39,1%).
| Etnische samenstelling van de respondenten (2011) | Etnische samenstelling van de respondenten (2011) | Etnische samenstelling van de respondenten (2011) | Etnische samenstelling van de respondenten (2011) | Etnische samenstelling van de respondenten (2011) |
| ------------------------------------------------- | ------------------------------------------------- | ------------------------------------------------- | ------------------------------------------------- | ------------------------------------------------- |
|                                                   |                                                   |                                                   |                                                   |                                                   |
| Bulgaren                                          | Bulgaren                                          |                                                   | 60,6%                                             | 60,6%                                             |
| Turken                                            | Turken                                            |                                                   | 0,0%                                              | 0,0%                                              |
| Roma                                              | Roma                                              |                                                   | 39,1%                                             | 39,1%                                             |
| Anders/Onbekend                                   | Anders/Onbekend                                   |                                                   | 0,3%                                              | 0,3%                                              |

Banja · Begoentsi · Bogdan · Christo Danovo · Dabene · Domljan · Gorni Domljan · Iganovo · Kalofer · Karavelovo · Karlovo · Karnare · Kliment · Klisoera · Koertovo · Marino Pole · Moskovets · Mratsjenik · Pevtsite · Prolom · Rozino · Slatina · Sokolitsa · Stoletovo · Vasil Levski · Vedrare · Vojnjagovo